# Ignatius D’Souza
Ignatius D’Souza (ur. 4 sierpnia 1964 w Basrikatte) – indyjski duchowny rzymskokatolicki, od 2014 biskup Bareilly.

## Życiorys
Święcenia kapłańskie przyjął 7 kwietnia 1991 i został inkardynowany do diecezji Lucknow. Był m.in. wicerektorem niższego seminarium i szkoły przykatedralnej, dyrektorem centrum duszpasterskiego, wikariuszem generalnym diecezji oraz proboszczem parafii katedralnej.
11 lipca 2014 został prekonizowany biskupem diecezji Bareilly. Sakry biskupiej udzielił mu 4 października 2014 abp Salvatore Pennacchio.